# خرموش حشره‌خوار آتشین لوزون
خرموش حشره‌خوار آتشین لوزن (نام علمی: Chrotomys silaceus) نام یک گونه از سرده خرموش‌های راه‌راه است.